# Ulises Gorini
Ulises Gorini (La Plata, provincia de Buenos Aires, Argentina, 17 de octubre de 1955) es un periodista, abogado, escritor y guionista argentino.
Ha escrito libros periodísticos, sobre historia reciente y de ficción. 

## Biografía
Nació en La Plata, Provincia de Buenos Aires, Argentina, el 17 de octubre de 1955. Hijo de Floreal Gorini y Nélida Cariatti de Gorini.
Casado desde 1989 con Mariana di Stefano. Tiene dos hijos.
Abogado, recibido en la Facultad de Derechos y Ciencias Sociales de la Universidad Nacional de Buenos Aires.
En 2000, fundó la cátedra de Historia de las Madres de Plaza de Mayo, en el marco de la creación de la Universidad Popular Madres de Plaza de Mayo.
Desde 2005 dirige Acción (revista), editada por el Instituto Movilizador de Fondos Cooperativos, previamente había sido Jefe de Redacción de la misma publicación -desde 1994-, redactor del Diario Sur -entre 1988 y 1990, y colaborador de numerosas publicaciones periodísticas, entre otras, Página/12, El Periodista y Revista Crisis
Entre 2006 y 2008, publicó La rebelión de las Madres Tomo I. 1976-1983  y La otra lucha, Tomo II. 1983-1986, una exhaustiva historia sobre el movimiento de las Madres de Plaza de Mayo.
En 2015, escribió para la televisión el guion de la serie documental, de ocho capítulos, titulada "Madres de Plaza de Mayo, la Historia". Una producción de Canal Encuentro, estrenada el 23 de marzo de ese mismo año en la Televisión Pública. En 2016, fue nominada para los premios Emmy. 
En 2017, publicó La venganza y otros relatos. También referido a las Madres de Plaza de Mayo, pero esta vez en el género de no ficción, el libro recoge hechos y circunstancias de la vida de las mujeres que integraron este movimiento social. Según Dora Barrancos, "el intenso trabajo de escucharlas" le permitió a Gorini hacer "una de las mejores aproximaciones a esa resistencia pasmosa que limó la apariencia inexpugnable del terrorismo de Estado." 
En 2019 apareció Represalias, la primera novela de este autor sobre la lucha armada en los años setenta y las secuelas de la derrota de la izquierda revolucionaria. El libro forma parte de una trilogía sobre la lucha armada en Argentina, que integran además Matar a Videla -sobre el atentado que, el 18 de febrero de 1977 tuvo como blanco al dictador- y Bitácora -la historia de un hijo de desaparecido, que se plantea la reconstrucción de la vida de su padre.
En 2021, publicó Hebe de Bonafini. Los caminos de la vida, la primera biografía fotográfica sobre esa referente del movimiento Madres de Plaza de Mayo. Libro reeditado por Página/12 en 2022. Tiene en prensa una amplia y documentada biografía también sobre Bonafini, que editará próximamente la editorial Marea.

## Análisis de la obra
Seguramente, la obra más destacada del autor es su trabajo sobre las Madres de Plaza de Mayo. En los dos tomos publicados (La rebelión de las Madres,Tomo I. 1976-1983 y La otra lucha, Tomo II. 1983-1986), trasciende la labor periodística y encara un relato histórico, basado en una concepción amplia y desde una perspectiva multidisciplinaria de la historia. En la introducción al Tomo I plantea un enfoque singular sobre dicho movimiento femenino, conceptualizándolo como un nuevo sujeto político.
En ese sentido, según el autor, las Madres "aportan, además de su dignidad y su modelo de rebelión, su extraordinaria originalidad política. El pasaje de la búsqueda individual del hijo propio hacia la lucha colectiva contra el aniquilamiento de la oposición política, en especial de los sectores más indóciles y radicalizados, es un recorrido que no tiene precedentes en la historia argentina y mundial. El sentido transformador de la maternidad, que rompe con las formas individualistas, patriarcales y burguesas, para proyectarse en un nuevo tipo de maternidad socializada y altamente politizada tiene un valor de enorme creatividad."
Por otra parte, la serie documental para televisión, en ocho capítulos, sobre la historia de las Madres, estrenada en marzo de 2015, cuyo guion elaboró en colaboración con Emilio Gorini, es el trabajo audiovisual más importante producido hasta el momento en relación con ese movimiento de mujeres nacido bajo la última dictadura cívico-militar padecida por Argentina.
Los primeros trabajos de Gorini fueron, básicamente, textos periodísticos, en general, vinculados a temas de derechos humanos, como el libro Lili, presa política. Reportaje desde la cárcel sobre la última de las presas políticas de la dictadura militar argentina inaugurada el 24 de marzo de 1976, Hilda Nava de Cuesta, liberada recién en 1987, durante la presidencia de Raúl Alfonsín. Se trata de un trabajo testimonial referido esencialmente a la vida en la cárcel y la política de aniquilamiento de los presos políticos bajo el régimen del terrorismo de Estado.
Un trabajo posterior es el de El encubrimiento, en el que junto a Mariana di Stefano, compiló textos de varios autores en relación con los quinientos años de la llegada de Cristóbal Colón a América. Ese libro tiene una introducción de ambos compiladores en las que sostienen que el discurso de celebración del Quinto Centenario elaborado por el Estado español encubría lo que ocurrió durante el período de invasión y dominación española en el territorio americano.
Producto de una serie de reportajes a dirigentes de la izquierda europea es el texto titulado Tópicos Utópicos, reportajes a la izquierda europea, en el que a partir de una introducción del autor y diversas entrevistas se analiza la crisis de la izquierda del Viejo Continente luego de la caída del Muro de Berlín.
Un importante trabajo biográfico es el que emprende este autor en el libro A contrapelo, conversaciones con Osvaldo Bayer. A través de una extensa entrevista y un prólogo, Gorini aborda el análisis de la vida y la obra del célebre autor de La Patagonia Rebelde.
La venganza y otros relatos es un libro de no ficción y el último publicado por el autor. Dice Gorini en la presentación: "el lector tendrá la oportunidad de acercarse a algunos de los infinitos momentos de dolor, de lucha y, paradójicamente, de felicidad de las Madres de Plaza de Mayo y que muchas veces se escapan en los intersticios de la historia. Relatos sobre circunstancias y episodios, de carácter biográfico, que por su intensidad quedaron grabados para siempre en mi memoria.
Represalias es la primera novela de este autor.

## Libros
Autor de varios libros, entre otros: 
- Lilí, presa política -1986- (en colaboración con Oscar Castelnovo);
- El encubrimiento -1992- (en colaboración con Mariana di Stefano);
- Tópicos utópicos. Entrevistas a la izquierda europea -1994-;
- A contrapelo, conversaciones con Osvaldo Bayer -1999;
- La rebelión de las Madres, historia de las Madres de Plaza de Mayo. Tomo I. 1976-1983 y
- La otra lucha, historia de las Madres de Plaza de Mayo. Tomo II. 1983-1986.

Ambos libros sobre la historia de las Madres, publicados por la Editorial Norma, en 2006 y 2008 y reeditados por Norma conjuntamente con el periódico Página/12, en 2011. En 2015, la editorial de la Biblioteca Nacional publicó una nueva edición de la obra. En 2017, reedición de la Editorial de la Universidad Nacional de La Plata. En 2021, el Grupo Octubre realizó una nueva edición.
- La venganza y otros relatos, -2017-, No ficción; Editorial Universidad Nacional de La Plata; primera edición. Página/12, segunda edición, marzo de 2018.
- Represalias, -2019-, Novela; Ediciones Alsur, primera edición. abril de 2019.
- Hebe de Bonafini. Los caminos de la vida., biografía; Ediciones Grupo Octubre, primera edición. diciembre 2021.

- Datos: Q6155293